# تیسهدال
تیسهدال (به لاتین: Tyssedal) یک منطقهٔ مسکونی در نروژ است که در اودا واقع شده‌است. تیسهدال ۰٫۶۲ کیلومتر مربع مساحت و ۶۹۲ نفر جمعیت دارد و ۳۷ متر بالاتر از سطح دریا واقع شده‌است.

## نگارخانه

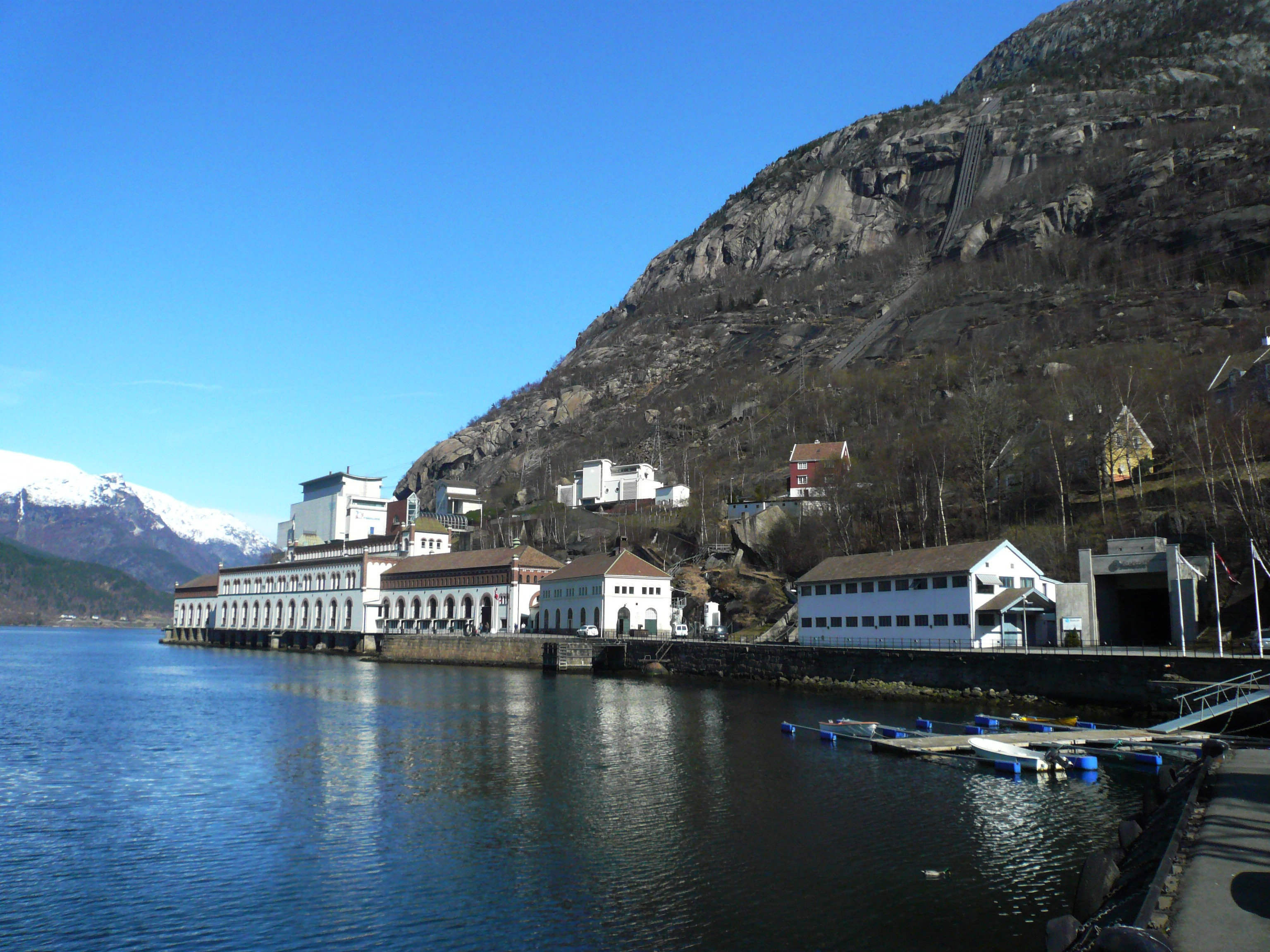
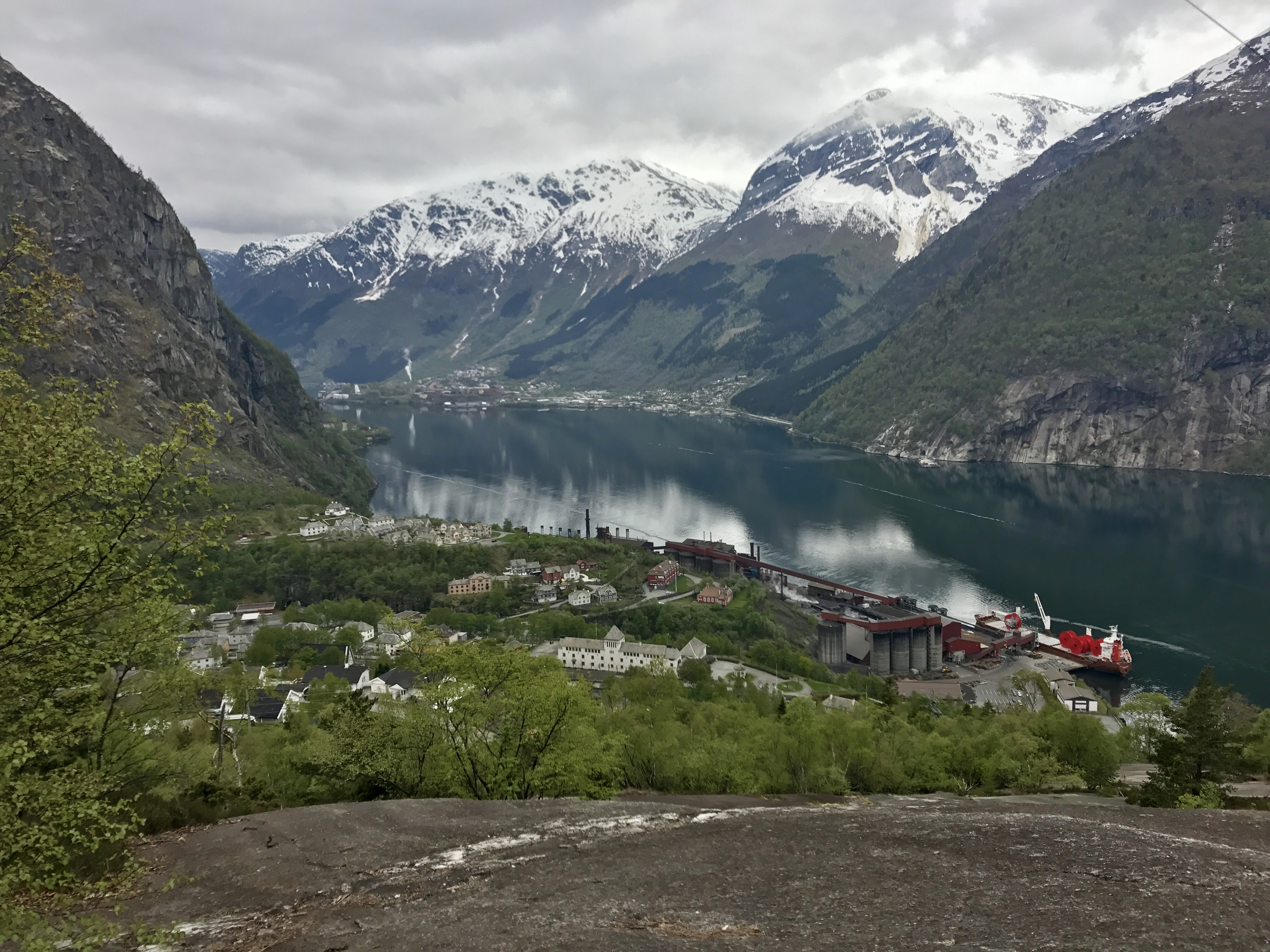